# Warren Spink
Warren Spink (Melbourne, 4 ottobre 1966) è un ex calciatore ed ex giocatore di calcio a 5 australiano.

## Carriera

### Calcio a 5
Utilizzato nel ruolo di giocatore di movimento, Spink ha partecipato, con la Nazionale maschile di calcio a 5 dell'Australia, al FIFA Futsal World Championship 1989 concluso dalla selezione oceaniana al primo turno, affrontando Stati Uniti, Italia e Zimbabwe.